# ایروسمیث
ایروسمیث (به انگلیسی: Aerosmith) یکی از معروف‌ترین گروه‌های هارد راک آمریکایی دهه ۷۰ است که سبک هوی متال را برای دو دههٔ بعدی مشخص کرد. این گروه در سال ۱۹۶۹ توسط استیون تایلر که پیش از آن با نام استیون تالاریکو فعالیت می‌کرد، تأسیس شد و نامش را به پیشنهاد درامر گروه، جویی کرمر،  گذاشتند. نوازندهٔ گیتار الکتریک گروه در ابتدا ری تَبَنو، دوست دوران کودکی تایلر بود، اما در سال ۱۹۷۱ برد ویتفورد جانشین تبنو شد. در اواسط دهه ۷۰ این گروه با فروش‌های میلیونی توانست شهرت بسیاری کسب کند اما در اوایل دهه ۸۰ به دلیل آنکه گروه در دام مشروبات الکلی و مواد مخدر افتاد، تعداد زیادی از شنوندگان خود را از دست داد ولی در اواخر دهه ۸۰ ایروسمیث دوباره توانست شهرت خود را همانند دهه ۷۰ بدست آورد. ایروسمیث موفق شد در دهٔ نود یک جایزهٔ گرمی برای بهترین اجرای راک و چهار جایزه برای چهار آهنگ مختلف کسب کند.
این گروه تاکنون ۱۴ آلبوم منتشر کرده‌است که با استقبال فراوان روبرو شده‌اند.

## تاریخچه
در سال ۱۹۶۹ تایلر در نیوهمپشایر با جو پری که یک نوازندهٔ گیتار بود آشنا شد. یک سال بعد آن‌ها به همراه تام همیلتون، گروه خود را در بوستون پایه‌گذاری کردند و سپس گیتاریست دیگری به نام ری تبنو (که دوست دوران کودکی استیون بود) و جویی کرمر به عنوان درامر به گروه اضافه شدند. یک سال بعد ری تبنو جای خود را در گروه به برد ویتفورد داد. گروه در سال ۱۹۷۲ اولین آلبوم خود، به نام «اروسمیث» را منتشر کرد و بعد آلبوم‌های دیگر منتشر شد که سبب شهرت جهانی استیون و گروهش شد. آلبوم «اسباب بازی‌های زیر شیروانی» (Toys in the Attic) و «راکز» (Rocks) از جمله مهم‌ترین آلبوم‌های دنیای راک محسوب می‌شوند.
جو پری و استیون تایلر در زندگی خصوصی بسیار به هم نزدیکند و نقش استیون به همراه جو پری در ویدیوهای اروسمیث بسیار پررنگ تر از سایر اعضای گروه‌است. رسانه‌ها به علت مصرف الکل و موادمخدر به آن‌ها لقب دوقلوهای سمی داده اند!
در سال ۱۹۷۹ جو پری و در سال ۱۹۸۱ برد ویتفورد گروه را ترک کردند اما در سال ۱۹۸۴ پس از تماس تلفنی تایلر با پری، دوباره به گروه بازگشتند. اعضای گروه در آن زمان، همگی از اعتیاد به موادمخدر رنج می‌بردند، مخصوصا تایلر که شدیداً به هروئین معتاد بود و در حین چند اجرای روی صحنه از حال رفته بود. در سال ۱۹۸۶ تایلر به اصرار اعضای گروه در یک برنامهٔ ترک اعتیاد شرکت کرد و موفق شد اعتیاد خود را کاملاً ترک کند. سایر اعضای گروه هم تا اواخر دههٔ ۸۰ اعتیاد خود را کاملاً ترک کردند.
در سال ۱۹۸۵ اروسمیث آلبوم جدید خود را با نام «Done With Mirror» منتشر کرد. همچنین جو پری و استیون در سال ۱۹۸۶ با همکاری گروه «ران-دی. ام. سی» آهنگ پرفروش «Walk This Way» که در سال ۱۹۷۹ منتشر شده بود را دوباره اجرا کردند که با استقبال فراوانی روبرو شد. اخیراً این آهنگ در رده بندی ۱۰۰« آهنگی که دنیا را تغییر داد» که توسط مجلهٔ «رولینگ استونز» منتشر شد، مکان بیست و هفتم را به خود اختصاص داد. آلبوم‌های بعدی اروسمیث هم با استقبال بسیار روبرو شدند و به فروش‌های چند میلیونی رسیدند.
در سال ۱۹۹۵ اعضای گروه اعلام کردند که بعد از ده سال فعالیت اخیر خود، به مدتی استراحت احتیاج دارند. در همین زمان گروه با مدیر خود، «تام کالینز»، که عامل اصلی بازگشت گروه و موفقیت دوبارهٔ آن بود، اختلاف پیدا کرد. ظاهراً تام کلینز از همکاری نزدیک تایلر و پری نگران بود و عقیده داشت که این همکاری، که سه عضو دیگر گروه در آن نقشی نداشتند، باعث می‌شود که کنترل گروه از دست او خارج شود. تام کالینز که در این زمان به افسردگی مبتلا شده بود، شروع به شایعه پردازی در مورد گروه کرد. از جمله اینکه: «گروه از هم پاشیده‌است. استیون تایلر دوباره به مواد مخدر روی آورده و در میامی به همسر خود خیانت کرده‌است.» اروسمیث تمامی این شایعات را تکذیب کرد و پس از تشکر از تام کالینز به خاطر زحماتی که برای گروه کشیده بود، وی را در سال ۱۹۹۶ اخراج کرد. این موضوع به همراه تغییر تهیه‌کننده باعث تاخیر در ضبط آلبوم بعدی گروه شد. سرانجام آلبوم «Nine Lives» در سال ۱۹۹۷ منتشر شد که از آن بسیار استقبال شد. بعد از این آلبوم گروه، دو سال به اجرای کنسرت پرداختند که در یکی از این اجراها، پایهٔ میکروفون به پای تایلر برخورد کرد و رباط زانوی وی پاره شد. علی‌رغم سوختگی درجهٔ دو جویی کرمر پس از آتش گرفتن اتومبیلش در پمپ بنزین و مشکلات حرکتی تایلر در حین ضبط ویدیوی «I Don’t Want to Miss a Thing» این تک‌آهنگ که برای فیلم "Armageddon" ساخته شد بود بسیار موفق شد. لیو تایلر، دختر استیون عهده‌دار یکی از نقش‌های اصلی این فیلم بود.
از سال ۲۰۰۱، گروه هر سال یک تور موفق داشته‌است، مضاف بر اینکه دو آلبوم با نام‌های «Just Push Play» در سال ۲۰۰۱ و «Honkin’ on Bobo» در سال ۲۰۰۴ منتشر کرده.

## اعضا

### اعضای کنونی
- اِستیون تایلر: آواز اصلی
- جو پری: گیتار الکتریک و آواز
- برَد ویتفورد: گیتار الکتریک
- تام همیلتون: گیتار بیس
- جویی کرَمِر: درام

### اعضای پیشین
- ری تَبَنو: گیتار الکتریک
- جیمی کرسپو: گیتار الکتریک و آواز
- ریک دافِی: گیتار الکتریک

## آلبوم‌ها
| تاریخ انتشار | عنوان                | فروش       |
| ------------ | -------------------- | ---------- |
| ۱۹۷۳         | Aerosmith            | ۳٬۰۰۰٬۰۰۰  |
| ۱۹۷۴         | Get Your Wings       | ۳٬۰۰۰٬۰۰۰  |
| ۱۹۷۵         | Toys in the Attic    | ۸٬۰۰۰٬۰۰۰  |
| ۱۹۷۶         | Rocks                | ۶٬۰۰۰٬۰۰۰  |
| ۱۹۷۷         | Draw the Line        | ۳٬۰۰۰٬۰۰۰  |
| ۱۹۷۹         | Night in the Ruts    | ۲٬۰۰۰٬۰۰۰  |
| ۱۹۸۲         | Rock in a Hard Place | ۱٬۰۰۰٬۰۰۰  |
| ۱۹۸۵         | Done with Mirrors    | ۱٬۰۰۰٬۰۰۰  |
| ۱۹۸۷         | Permanent Vacation   | ۶٬۰۰۰٬۰۰۰  |
| ۱۹۸۹         | Pump                 | ۸٬۰۰۰٬۰۰۰  |
| ۱۹۹۳         | Get a Grip           | ۱۲٬۰۰۰٬۰۰۰ |
| ۱۹۹۷         | Nine lives           | ۵٬۰۰۰٬۰۰۰  |
| ۲۰۰۱         | Just Push Play       | ۳٬۰۰۰٬۰۰۰  |
| ۲۰۰۴         | Honkin' on Bobo      | ۲٬۵۰۰٬۰۰۰  |